# Marisa De Aniceto
Marisa De Aniceto (née le 11 novembre 1986 à Luanda) est une athlète française d'origine angolaise, spécialiste des épreuves combinées.

## Biographie
Son meilleur total à l'heptathlon est de 6 080 points réalisés lors des championnats de France, à Angers, en 2009, qu'elle reproduit quasiment à l'identique (6 009 points) l'année suivante pour remporter un deuxième titre à Valence.
En mai 2012, Marisa De Aniceto remporte le meeting de Tenerife et porte son record personnel à 6 182 points, établissant à cette occasion les minima pour les Jeux olympiques de Londres.

## Palmarès
| Date | Compétition                           | Lieu       | Résultat | Marquee   |
| ---- | ------------------------------------- | ---------- | -------- | --------- |
| 2003 | Championnats du monde cadets          | Sherbrooke | 1re      | 5 458 pts |
| 2005 | Championnats d'Europe juniors         | Kaunas     | 11e      | 5 037 pts |
| 2007 | Championnats d'Europe espoirs         | Debrecen   | 12e      | 5 878 pts |
| 2009 | Coupe d'Europe des épreuves combinées | Szczecin   | 5e       | 5 982 pts |
| 2009 | Championnats du monde                 | Berlin     | 11e      | 6 049 pts |
| 2010 | Coupe d'Europe des épreuves combinées | Tallinn    | 2e       | 6 010 pts |
| 2011 | Coupe d'Europe des épreuves combinées | Toruń      | 8e       | 5 696 pts |
| 2012 | Jeux olympiques                       | Londres    | 19e      | 6 030 pts |

## Records
| Épreuve    | Performance | Lieu     | Date        |
| ---------- | ----------- | -------- | ----------- |
| Heptathlon | 6 182 pts   | Tenerife | 27 mai 2012 |